# Sainte-Bazeille
 Sainte-Bazeille  là một xã của tỉnh Lot-et-Garonne, thuộc vùng Nouvelle-Aquitaine, tây nam nước Pháp.